# Tino Rossi
Pour les articles homonymes, voir Rossi.
Constantin Rossi, dit Tino Rossi, est un chanteur et acteur français, né le 29 avril 1907 à Ajaccio (Corse) et mort le 27 septembre 1983 à Neuilly-sur-Seine (Hauts-de-Seine),.
Sa chanson Petit Papa Noël, sortie en 1946, demeure la chanson la plus vendue de l'histoire en France.

## Biographie

### Premières années - Premiers succès
Constantin Rossi naît à Ajaccio, au 43, rue Fesch. Son père, Laurent, est artisan tailleur. Sa mère, Eugénie, se consacre, en plus de l'atelier familial, à ses huit enfants. Constantin porte le prénom de l'un de ses frères, décédé en bas âge à la fin de l'année 1906. Dès son enfance, il passe son temps à chanter et préfère l'école buissonnière aux études.
À moins de vingt ans, il rencontre à Ajaccio Annie Marlan (1907-1981), l'une des violonistes venues donner un concert à la terrasse du Café Napoléon, en tombe amoureux, part avec elle pour la Côte d'Azur, l'épouse à Toulon et devient vite le jeune père de Pierrette (1927-2011). Tino ayant du mal à trouver un travail stable à Toulon, Annie demande rapidement le divorce.
De retour à Ajaccio, il devient (grâce aux relations de son père) changeur au casino, où il rencontre la secrétaire du directeur, Faustine Fratani (1912-1985), qui deviendra sa deuxième épouse en septembre 1934. À la suite de l'incendie du casino en 1929, ils retournent sur le continent dans l'espoir d'une embauche au casino d'Aix-en-Provence, sans succès. Le couple s'installe alors à Marseille dans une chambre miteuse du quartier des Réformés, en haut de la Canebière. De repas trop légers en boulots trop temporaires (voiturier, plongeur, portier de boîte de nuit…), Tino Rossi traverse les mois les plus pénibles de sa vie. Sa seule consolation : retrouver au bar « Le Terminus » les étudiants corses de la faculté de droit d'Aix-en-Provence (Raymond Filippi, Dominique Stefanaggi, Alfred Albertini, Jean Orsoni...) et chanter pour ces futurs ténors du barreau ou magistrats de renom,. 

#### «Chanteur de charme»

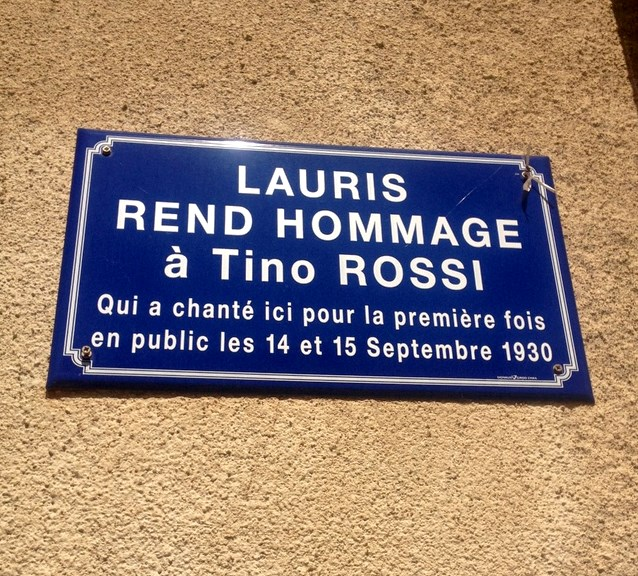
Une carrière ensoleillée commencée en Provence.

Le baryton-basse provençal Adrien Legros (1903-1993) le remarque alors, lui donne des conseils pour mieux respirer et poser sa voix, et le met en relation avec le producteur de tournées Louis Allione, dit « Petit Louis », qui le produit sur de petites scènes provençales (la toute première fois en 1930, dans le village vauclusien de Lauris) en le présentant comme « Le Roi des chanteurs de charme », une expression qui le suivra tout au long de sa carrière. Constantin choisit alors de devenir Tino en se rappelant la façon, qui lui avait été rapportée, avec laquelle l'évêque d'Ajaccio avait détaché les syllabes de son prénom en le chrismant lors de sa confirmation : « Constant-tino ».
En 1932, à Marseille, alors qu'il arpente avec son père la rue Saint-Ferréol, son attention est attirée par une pancarte sur la devanture d'un magasin : « Enregistrez votre voix pour cent sous ». Tino enregistre ainsi un disque en fer blanc qu'il destine à sa mère. Un représentant de la maison de disques Parlophone, présent dans la boutique, l'entend et l'invite à Paris pour enregistrer, moyennant 1 000 francs, son premier vrai disque (qui sera aussi le premier disque de chansons corses jamais gravé puisqu'il comprend O Ciuciarella et la berceuse Nini-Nanna),.
Toujours à Marseille, le 3 mars 1933, Tino est engagé « en qualité de ténorino » par Justin Milliard à l'Alcazar pour sept jours et quatorze représentations, avant de passer sur une autre scène mythique de la ville, le Théâtre des Variétés.

#### Son contrat avec Columbia
La maison de disques Columbia EMI s'intéresse alors rapidement à lui. En 1933, séduit par le dynamisme de son directeur Jean Bérard dans le domaine novateur de la publicité, il s'engage à ses côtés et enregistre notamment La Sérénade de Toselli, J’ai rêvé d'une fleur, L'Aubade du roi d’Ys, Le Tango de Marilou (son premier tube) et Venise et Bretagne, qui berça l'enfance très francophile de la reine d'Angleterre Élisabeth II.
Le succès de ces premiers enregistrements est prometteur. Un courrier abondant commence à arriver chez Columbia. La firme comprend qu'elle tient un « oiseau rare » et l'intègre dans ses tournées par le biais d'Émile Audiffred, où il côtoie les grands artistes Lucienne Boyer, Damia, Pills et Tabet, Mireille, Jean Sablon…
Encouragé par ses premiers succès, Tino Rossi, classé « Chanteur » et également inscrit à la rubrique « Ténor » des catalogues des disques Columbia des années 1930 répertoriant les interprétations classiques, souhaite l’accord de Reynaldo Hahn avant d’enregistrer ses mélodies D’une prison et Paysage. Confiant en son « poulain », Jean Richard, le directeur des studios Columbia à Paris, décide d’organiser l’enregistrement à son insu, le 9 juillet 1935. Tino Rossi ne connut jamais la réponse à sa requête, néanmoins la qualité de ses gravures fit dire à Reynaldo Hahn : « [Sa] voix tire son attrait de cette matière somnambulique, de cette simplicité poussée à l'excès avec un art, probablement inconscient, du modelage musical. »

### De la scène à la radio
Sa carrière prend une dimension essentielle au music-hall avec l’imprésario Émile Audiffred. Après l’ABC, où le public lui a réservé un honnête succès, il est engagé par Henri Varna et Audiffred au Casino de Paris pour la revue Parade de France, consacrée au folklore des provinces. En bottes, chemise et pantalon bouffants, guitare à la main et veste sur l'épaule, il campe un chanteur corse de carte postale et obtient dès le premier soir de son engagement (le 14 octobre 1934) un triomphe inédit grâce à deux chansons que Vincent Scotto vient de composer pour lui, Ô Corse, île d'amour et Vieni… Vieni….
À partir du 2 octobre 1936, il remonte sur la scène du Casino de Paris pour la revue Tout Paris chante, mais cette fois en tête d'affiche.
Parallèlement, il vend de plus en plus de disques, à savoir 80 000 par mois quand la deuxième vente culmine à 6 000. Dans ces années 1930, l'industrie du disque balbutie et la radio n'est pas encore un objet familier. Elle va bientôt donner aux artistes une audience nouvelle, avec ce que cela représente sur les ventes de disques. Dans le cas de Tino Rossi, sa voix est tellement présente sur les ondes qu'en 1939, il demande lui-même, par écrit, aux stations de moins le programmer car il craint de lasser les auditeurs.
Sa fulgurante percée tient aussi à son physique à la Rudolph Valentino. Vincent Scotto rappelle l'attraction qu'exerce son ami Tino sur la gent féminine : « Les femmes s’approchaient de lui avec une telle férocité que si je n’étais pas collé à lui pour monter en voiture, si dans la bousculade je me laissais distancer de quelques mètres, il me fallait renoncer à lui, et la voiture partait sans moi. Les femmes étaient avides de le voir de près, certaines se seraient laissé piétiner plutôt que de céder leur place. » Et d'ajouter : « Sa voix de rêve a enchanté presque tous les cœurs du monde. Quel philtre mystérieux possède cette voix pour troubler ainsi quand il chante ! On est charmé et on l’écoute recueilli. Une chanson embellit la vie, Tino embellit tout ce qu’il chante. » Car Tino Rossi est devenu une idole, la première dans l'histoire de la chanson française. Familièrement désigné par son prénom d'artiste, il se trouve confronté à d'inimaginables manifestations d'affection amoureuse, dont il n'aimait guère parler.
En toute logique, cette voix, que d'aucuns comparent à une chasse d'eau ou un robinet, d'autres à de l'or, du velours ou du miel, est promptement sollicitée par le cinéma car il n'existe alors que les films chantants pour donner au public l'occasion de découvrir le visage des vedettes.

### Une voix plein écran
Après quelques « apparitions » vocales et silhouettes, en mars 1936, sort Marinella, un film écrit exprès pour « Tino », la nouvelle coqueluche du disque et de la TSF. C'est un triomphe. Les mélodies de Vincent Scotto qu'il interprète (Marinella, Tchi tchi, J'aime les femmes c'est ma folie, Laissez-moi vous aimer) sur des paroles signées Émile Audiffred, René Pujol et Géo Koger, accompagnent le Front populaire. Tino Rossi va d'ailleurs chanter pour les grévistes, notamment dans le hall des Galeries Lafayette.
Dans la foulée, il enchaîne avec les péripéties à l'accent corse de Au son des guitares (où il lance Tant qu'il y aura des étoiles), puis tourne dans Naples au baiser de feu (1937) d'Augusto Genina, avec Mireille Balin (1909-1968), actrice à la destinée tragique qui, écrira-t-il, « avait tout pour ensorceler les hommes »,.
Tino Rossi, qui ne divorcera de Faustine Fratani qu'en février 1938, vit alors un amour passionné avec l'actrice. La presse ne perd pas une occasion de narrer le quotidien du couple.
Il donne quelques récitals aux États-Unis, où sa chanson Vieni… Vieni… est reprise par Rudy Vallée (reprise qui se classe no 1 une semaine en 1937,). Mais le chanteur ne se plaît pas en Amérique et refuse les offres financièrement alléchantes d'Hollywood, qui le verrait bien en prince russe reconverti en danseur mondain dans une superproduction de la 20th Century Fox baptisée Balalaïka. Mireille Balin, en contrat avec la Metro-Goldwyn-Mayer, fait de même, pour les mêmes raisons. Il poursuit alors sa tournée au Canada où, dans les gares, la foule se masse pour essayer de l’apercevoir à une fenêtre de son train.
De retour en France, il continue de chanter au cinéma ses plus grands succès, tant dans le domaine de la variété que des airs classiques. Ainsi, pour les besoins de Lumières de Paris de Richard Pottier en 1938, il chante l'Ave Maria de Gounod, dont la Callas dira que personne ne l'a jamais chanté aussi bien.
En mars 1939, il est acclamé un mois en Allemagne dans le plus célèbre cabaret de la capitale la Scala de Berlin, mais refuse de prolonger cette série de galas à Hambourg et Vienne. Quelques semaines plus tard, Tino Rossi retrouve Jean Renoir, à Rome où tous deux doivent tourner un film : La dernière corrida pour l’un (qui ne verra jamais le jour), La Tosca pour l’autre. Pendant son séjour en Italie, Tino enregistre en napolitain, dans les studios Columbia de Milan, quatre titres inédits en France.
Lorsque la Seconde Guerre mondiale éclate, ses enregistrements se font alors au ralenti (aucun en 1940 car l'artiste, qui a effectué 18 mois de service militaire au 22e bataillon de chasseurs alpins, est mobilisé) et sa carrière cinématographique se poursuit en zone libre, en particulier avec Le Soleil a toujours raison (tourné en 1941, sorti en 1943), de Pierre Billon, adapté d'une nouvelle de Pierre Galante, dialogué par l'auteur et Jacques Prévert. La distribution en est prestigieuse : Micheline Presle, Pierre Brasseur, Charles Vanel, Édouard Delmont, Charles Blavette et Germaine Montero. Dans ce film, mis en musique par Joseph Kosma, il interprète Le Chant du gardian de Louis Gasté et Jean Féline.
En 1941, dans la région de Royan, sous la direction de Jean Delannoy, qui parlera d'un « succès mondial, peut-être le plus grand de toute [sa] carrière », il tourne Fièvres avec Madeleine Sologne, Jacqueline Delubac et Ginette Leclerc. Outre Maria (de Roger Lucchesi et Jean Féline), il y chante l'Ave Maria de Schubert, qui va vite devenir l'un de ses tubes, plébiscité notamment durant la Seconde Guerre mondiale par les prisonniers qui jonchent les planches de billets en le réclamant à Tino Rossi. Il le chantera notamment lors de la croisière inaugurale du paquebot France, en janvier 1962 (dont il fut, à la demande de la marraine du paquebot, Yvonne de Gaulle, l'artiste invité d'honneur), puis le 19 décembre 1963 sur la scène de l'Opéra de Paris (accompagné en duplex par Pierre Cochereau, titulaire des orgues de Notre-Dame de Paris) à l'occasion du grand gala de présentation du film d'Otto Preminger, Le Cardinal.

#### Mariage avec Lilia Vetti
Durant l'été 1941, en proie à de violentes crises de jalousie aggravées par ses addictions à la drogue et à l'alcool, Mireille Balin le chasse de sa villa cannoise Catari.
À la fin de l'été 1941, au casino d'Aix-les-Bains, Mistinguett lui présente la danseuse niçoise Rosalie Cervetti, dite Lilia Vetti (1923-2003), la femme de sa vie comme il le lui chantera en 1977. Moins de deux mois après la naissance de leur fils Laurent Emmanuel, il l'épouse le 14 juillet 1948 à Cassis, dont le maire SFIO est son ami le médecin et résistant Emmanuel Agostini, le parrain du bébé.
En 1943, dans Le Chant de l'exilé, réalisé en 1942 par André Hugon, Tino Rossi chante Paquita et Ce matin même (paroles d'Édith Piaf), et son personnage s'engage patriotiquement dans les Pionniers du Sahara, au grand dam des autorités allemandes qui voient dans ce scénario une propagande en faveur de la Résistance. Quelques mois plus tard, sort Mon amour est près de toi (de Richard Pottier), seul film tourné par Tino Rossi sous l'égide de la Continental, distribuée en France par Tobis Films. Les chansons de ce film (Madame la nuit, Quand on est marinier, J'ai deux mots dans mon cœur et Quel beau jour, mon amour) sont signées notamment Vincent Scotto, Roger Lucchesi et Francis Lopez.

#### DeL'Île d'amouràEnvoi de fleurs
Le 2 février 1944, en tant que président d'honneur du Comité général des Corses de Paris, il organise et présente au profit des prisonniers corses un grand gala présidé par Emmanuel de Peretti de La Rocca, qui fut ambassadeur à Madrid et Bruxelles. Jo Bouillon, Mistinguett, Édith Piaf, Albert Préjean ou Jean Weber apportent leur « concours gracieux » à cette soirée. Le luxueux programme édité pour l'occasion annonce la présence prochaine de Tino dans La Légende du Chêne blanc, un film qui ne verra jamais le jour.
Un peu plus tard, sort L'Île d'amour, de Maurice Cam, « peut-être le meilleur film de Tino Rossi » selon Jean Tulard, qui le compare à Colomba. Également considéré comme le premier film écologiste de l'histoire du cinéma, il met en scène un promoteur immobilier qui veut transformer un village en station balnéaire. Tino Rossi y chante Mon île d'amour, Le joyeux bandit et la Complainte corse de Roger Lucchesi. Les Allemands ayant interdit son tournage en Corse, le réalisateur Maurice Cam se replie sur la Côte d'Azur sous le contrôle d'un superviseur de l'Axe qui veille à ce qu'aucun objectif militaire ne se trouve dans le champ des caméras. Tournée à son insu, la scène finale vaudra une convocation générale de l'équipe au bureau militaire.

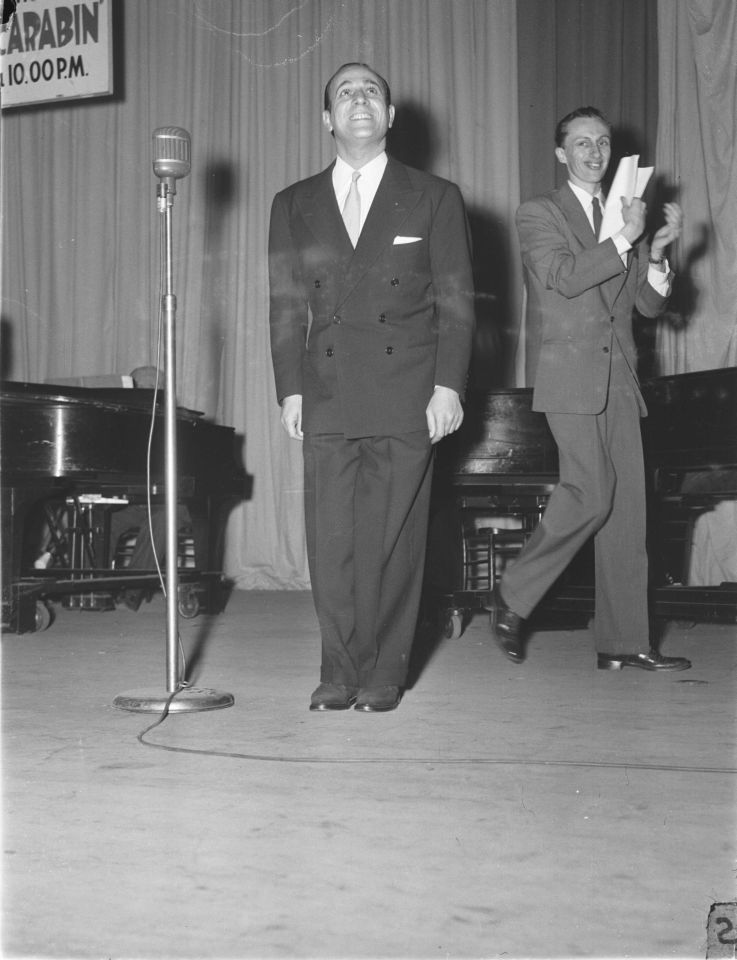
Au Canada, en 1946.

En 1946, après Le Gardian (tourné dangereusement sur des plages de Camargue truffées de mines, où figure notamment la chanson Jamais deux sans trois, cosignée Françoise Giroud), il tient un double rôle dans Destins de Richard Pottier. Le scénario initial prévoyait que Tino interprète, en français, un negro spiritual avec des chanteurs noirs new yorkais. Les artistes ayant rejoint précipitamment les États-Unis, le scénariste Carlo Rim doit vite revoir sa copie. Puisqu'un enfant tient un grand rôle dans ce film sans relief, prévu pour sortir au mois de décembre, Tino Rossi demande une création française de Noël. Émile Audiffred suggère alors à Henri Martinet de jouer au piano sa mélodie de Noël, enfouie au fond de ses tiroirs après avoir fait un bide dans sa revue Ça reviendra donnée au théâtre marseillais de l'Odéon, en 1944 : le public n'avait pas été touché par cette lettre d'un enfant demandant au Père Noël, par la voix du fantaisiste local Xavier Lemercier, de ne lui apporter ni soldats ni guerre mais de lui offrir le retour de son papa, prisonnier. Tino Rossi sent immédiatement le potentiel de la chanson et la fredonne en boucle. Sur de nouvelles paroles de Raymond Vincy, son Petit Papa Noël est né. La chanson, qualifiée de « berceuse » dans le scénario, comporte un couplet jamais enregistré.

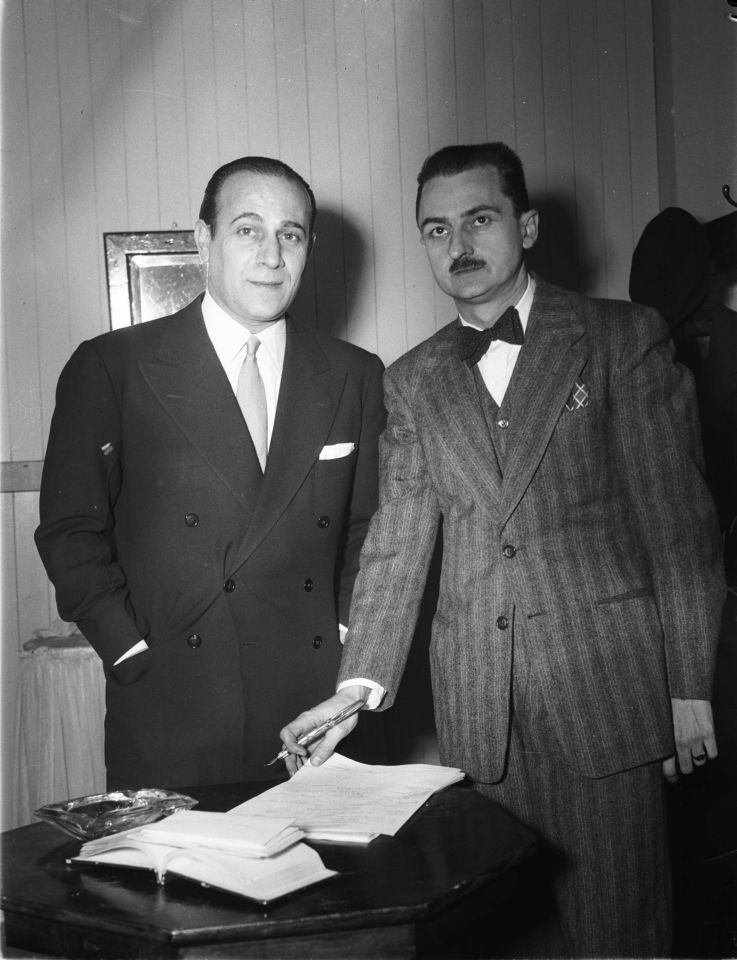
Tino Rossi avec Jean-Marie Beaudet de la station radiophonique C.B.C. à Montréal en 1947.

En avril 1947, les écrans parisiens du Paramount et du Paris accueillent Le Chanteur inconnu, second film tourné par Tino Rossi avec André Cayatte, après Sérénade aux nuages (1945). Pour les besoins de ce « mélodrame à suspense », remake d'un film de 1931 avec le ténor Lucien Muratore, entouré de Raymond Bussières, Lilia Vetti, Maria Mauban et Lucien Nat, il chante Chopin, Brahms et Lalo.
En 1948, il rentre d'une longue tournée en Amérique du Sud après avoir enregistré en espagnol les plus célèbres tangos argentins, et interprète le rôle du compositeur Franz Schubert dans La Belle Meunière de Marcel Pagnol, aux côtés de Jacqueline Pagnol, de sa fille Pierrette (également comédienne dans la troupe de Robert Dhéry, « Les Branquignols ») et de Lilia Vetti. Le moulin de La Colle-sur-Loup offre les décors et Tony Aubin, chef d'orchestre et professeur de composition au Conservatoire de Paris, les arrangements musicaux. Ce film est le premier film en couleur tourné en France par des Français avec un procédé français, celui mis au point dès avant la Seconde Guerre mondiale par les frères Armand et Lucien Roux. Malheureusement, nécessitant des moyens de projection spécifiques onéreux, ce procédé fera long feu malgré l’enthousiasme du New York Time : « Nous avons vu les plus belles prises de vue qui aient jamais paru sur un écran. »
En 1950, Jean Stelli réalise autour de lui Envoi de fleurs, la seule biographie filmée, et romancée, de Paul Delmet.

### Un Noël en prison etPetit Papa Noël
Sous l'Occupation, il chante à de multiples reprises Quand tu reverras ton village, composée par Charles Trenet, « la chanson d'espoir de tous les prisonniers de guerre », refuse, malgré un cachet important, d'enregistrer Maréchal, nous voilà ! et sollicite très régulièrement de plusieurs médecins des certificats de complaisance pour ne pas honorer « certaines invitations pressantes ». Mais ces échappatoires ne sont pas toujours suffisantes. Ainsi est-il cueilli à l'ABC, le 1er mai 1942, avec son orchestre, et conduit à l'Empire pour interpréter deux ou trois chansons lors d'un gala en faveur de la Légion des volontaires français contre le bolchevisme, sa participation ayant été affichée la veille, à son insu, après qu'il a « prétexté la fatigue pour ne pas chanter ». D'autre part, tandis qu'à Marseille Lilia Vetti sauve Georges Cravenne d'une arrestation par la Gestapo, Tino Rossi cache dans son orchestre en tant que pianiste le compositeur juif polonais Norbert Glanzberg, qui deviendra son accompagnateur après la guerre. Édith Piaf, Georges Auric et Mistinguett le protègent alors également. Pourtant, malgré ce rempart amical, le 2 mai 1943, Norbert Glanzberg est arrêté et condamné à une peine d'emprisonnement de six mois, à Nice, pour détention de faux papiers. Tino Rossi alerte l'actrice Marie Bell : avec la complicité de l'intendant régional de police Paul Duraffour et d'un gardien de prison corse, ils réussissent à le faire évader au mois d'août[réf. non conforme].
Par ailleurs, une amitié corse lie Tino Rossi au trafiquant Étienne Leandri (comme lui habitué du Fouquet's) et il fréquente nombre de figures corses du milieu marseillais, dont le parrain et collaborateur Paul Carbone, mort le 15 décembre 1943 dans le déraillement du train de nuit Marseille-Paris provoqué par la Résistance qui vise des permissionnaires allemands, ainsi que son associé François Spirito ; tous deux font des affaires avec l'occupant.
Comme de nombreuses célébrités ayant fréquenté des collaborateurs, Tino Rossi est arrêté le 7 octobre 1944 : plusieurs policiers à la recherche de renseignements sur un Corse l'attendent dans les coulisses du Moulin-Rouge pendant qu'il donne un gala au profit des personnes âgées de Montmartre. « Les Corses m'en ont assez fait voir. Foutez-moi ça au trou », lui assène bientôt un commissaire. Suit une détention de trois mois à la prison de Fresnes durant laquelle il refuse l'aide d'un avocat et interdit à Lilia Vetti de « donner un franc pour sa libération » au risque de le perdre. Il est exempté de toute poursuite par un juge estimant dénuée de fondement l'instruction montée contre lui par l'inspecteur Georges Clot qui avait cité de « nombreux témoins » signalant son « comportement anti-français ». Tino Rossi — fait rarissime à l'époque —  reçoit d'exceptionnelles excuses officielles car les faits suivants plaident pour lui : fin 1941, il répond à un journaliste de L'Alerte lui demandant de formuler un vœu pour son île natale pour la nouvelle année 1942 « qu'elle reste toujours française » et, en octobre 1943, il prête sa voiture personnelle à un réseau de Résistance pour transporter des armes et permettre plusieurs évasions (dont celle d'un général).
Avec Petit Papa Noël, qu'il interprète pour la première fois en public sur la scène de l'ABC en 1948, il remporte un phénoménal succès. En ce premier vrai Noël depuis 1938, ce cantique laïc arrive opportunément pour restaurer la plus traditionnelle des fêtes familiales et répondre aux instructions gouvernementales (pas de chants religieux dans les écoles de la République) mises en place par le ministre Marcel-Edmond Naegelen,.
Dans la foulée de ce triomphe, Tino Rossi multipliera les enregistrements de chants de Noël, notamment Petite étoile de Noël (1952), Noël blanc (1955) (version française de Francis Blanche du fameux White Christmas créé par Bing Crosby en 1941), C'est Noël (1956), Douce nuit (1960), Noël des enfants oubliés (1968)…

### De l'opérette à la télévision
Après le film Tourments (1954, de Jacques Daniel-Norman, avec Blanchette Brunoy), Tino Rossi décide de s'éloigner du cinéma et souhaite débuter dans l'opérette (bien qu'il participe toutefois à Si Versailles m'était conté...). Sa carrière dans l'opérette commence officiellement le 17 décembre 1955 avec Méditerranée au théâtre du Châtelet, l’opérette de Francis Lopez et Raymond Vincy (le parolier de Petit Papa Noël) qui se joue jusqu'en 1957, à guichets fermés. Elle est suivie de Naples au baiser de feu, montée au théâtre Mogador et donnée également près de deux ans à guichets fermés avant de partir en tournée dans toute la France et à l'étranger.
En 1963, en pleine mode yéyé, le succès revient, cette fois à l'ABC, avec Le Temps des guitares.
En 1969, il récidive avec Le Marchand de soleil, de nouveau sur la scène du théâtre Mogador. Néanmoins, Tino Rossi arrive à un âge où il désire mieux profiter de sa famille et de la Corse. On ne le verra donc plus sur scène qu'à l'occasion de tournées régulières (y compris à l'étranger) et de nombreuses participations bénévoles à des galas. Ainsi, le 3 juin 1976 aux Tuileries, devant six mille personnes (et plus de quinze mille qui suivent le spectacle sur écran géant), il chante au profit de la campagne écologique de la Ville de Paris, baptisée « Paris 2 000 espaces verts ».
Parallèlement, il apparaît dans plusieurs émissions télévisées, parmi lesquelles Cadet Rousselle (1971), Tino Rossi pour toujours (1973), Numéro un de Maritie et Gilbert Carpentier (1977), Joyeux Noël Tino (1979), Le Palmarès des chansons (1980), 30 millions d'amis, un entretien en langue corse pour le magazine de France 3 Di Casa (1980), Le Grand Échiquier (1981)…

### Dernière représentation et mort
À plus de 75 ans, en novembre 1982, Tino Rossi remonte symboliquement sur la scène de ses débuts, le Casino de Paris, pour fêter son demi-siècle de carrière au cours d'un grand spectacle, mis en scène par Maritie et Gilbert Carpentier, qui mêle rétrospectives et nouvelles chansons durant deux mois.

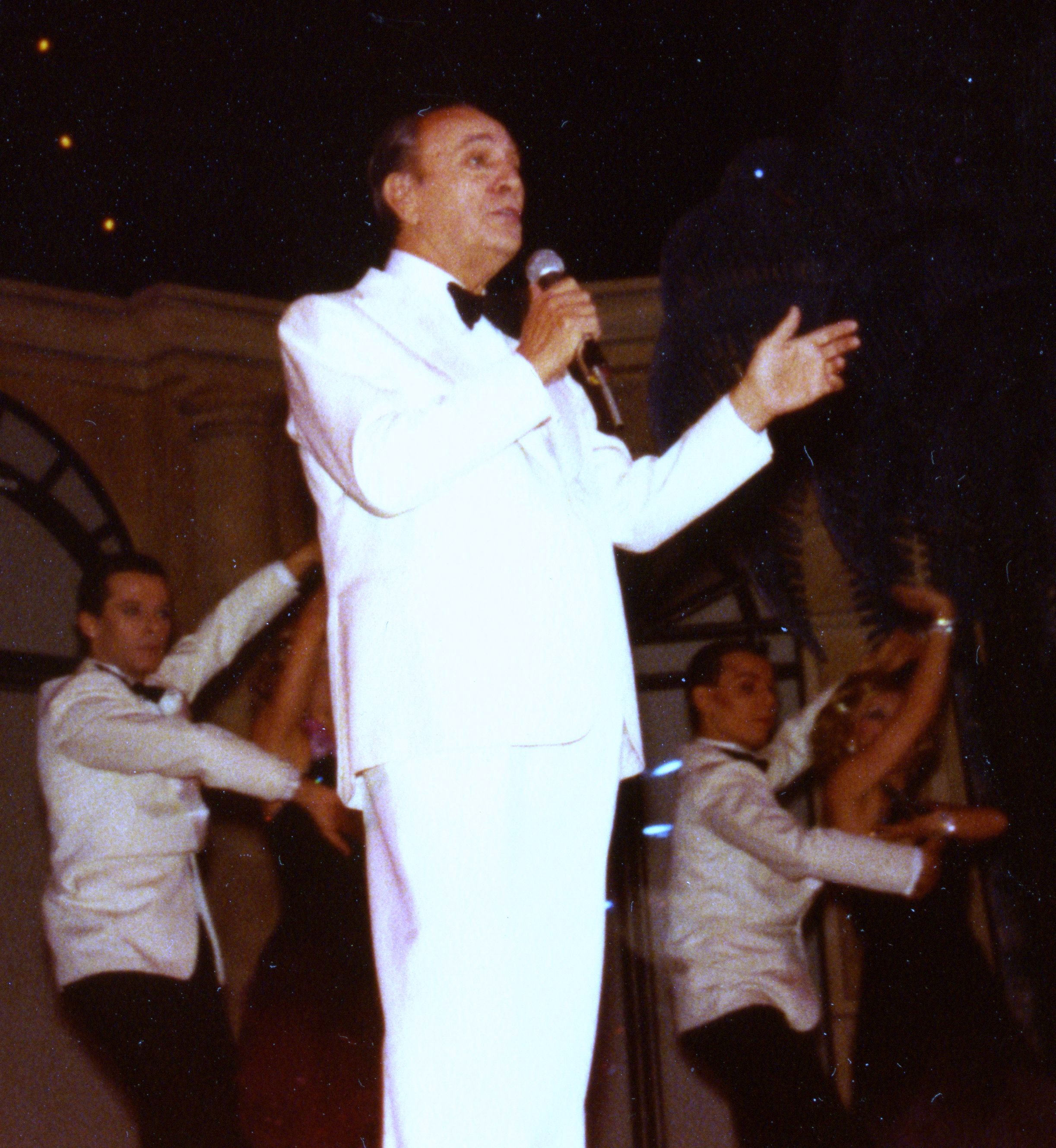
La « dernière » de Tino Rossi au Casino de Paris, le dimanche 2 janvier 1983, fut aussi sa dernière apparition en scène.

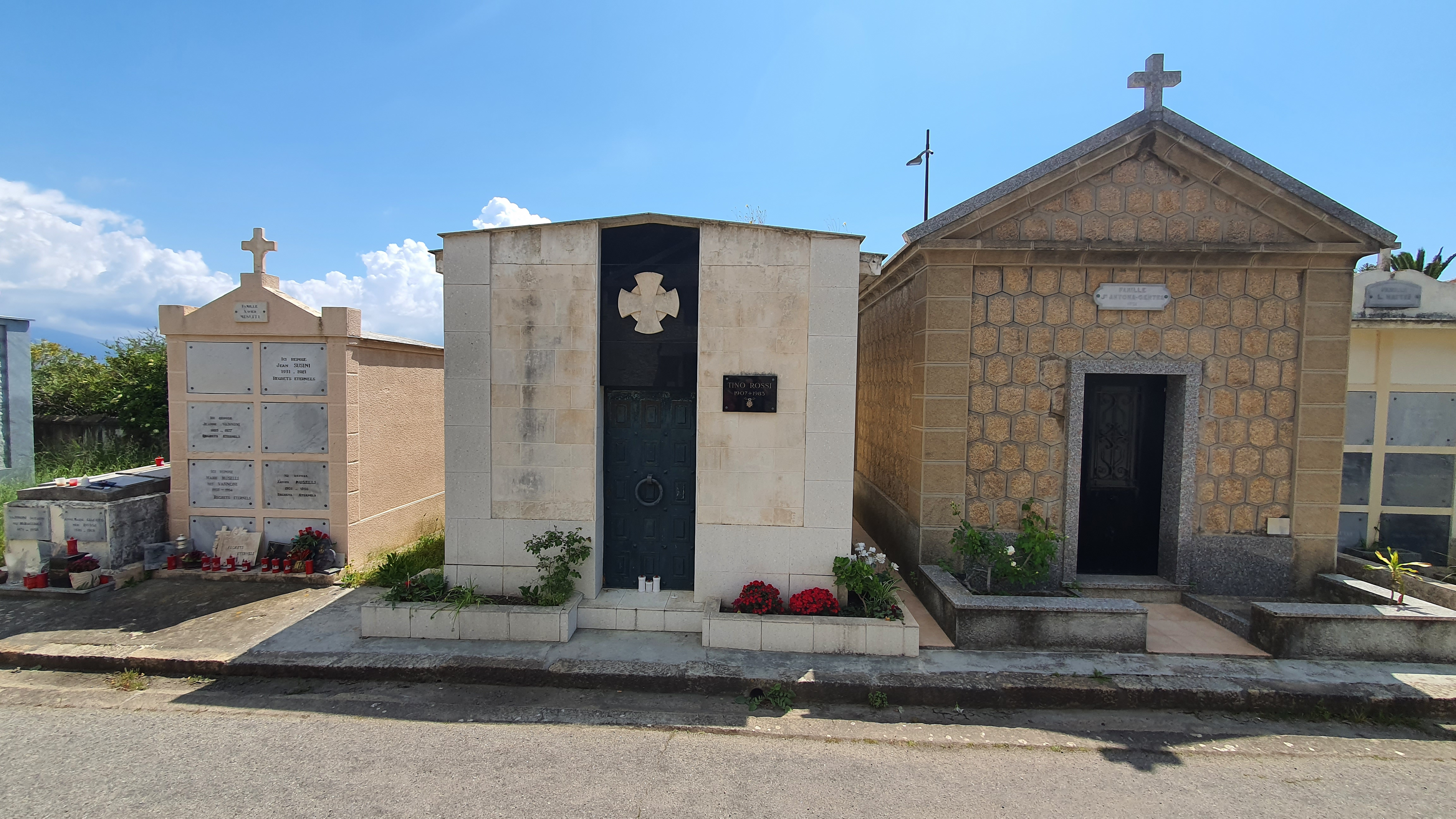
Sépulture de Tino Rossi à Ajaccio.

Il meurt dans la soirée du 27 septembre 1983 à son domicile de Neuilly-sur-Seine des suites d'un cancer du pancréas, qui avait nécessité une lourde intervention chirurgicale au mois de mars à l'Hôpital américain de Neuilly. Ses obsèques ont lieu en l'église parisienne de La Madeleine le 29 septembre. Les conditions météorologiques ne permettant pas à un avion d'atterrir à Ajaccio, c'est en voiture qu'il traverse une dernière fois sa Corse depuis Bastia, salué de village en village par les maires ceints de leur écharpe tricolore et une population dignement recueillie. Il est inhumé le 1er octobre au cimetière marin d'Ajaccio, dans la chapelle qu'il avait lui-même choisie au début des années 1960,. Des visiteurs viennent s'y recueillir, par milliers, tous les ans.
Tout au long de son existence, il a gardé des liens privilégiés avec ses amis d'enfance corses (qui continuaient à l'appeler « Tintin »), ainsi qu'avec ses amis provençaux Vincent Scotto et Marcel Pagnol, qui lui confia le soin d'être son exécuteur testamentaire. Une grande complicité l'unissait également à Maurice Chevalier, Édith Piaf, Fernandel, Charles Trenet, Joséphine Baker, Georges Brassens, Christian Méry ou Joseph Carrington.
Perfectionniste exigeant, doté d'un joli coup de crayon et grand amateur d'art (surtout de peinture), Tino Rossi a présidé le Syndicat des artistes au début des années 1950, et a su gérer intelligemment son patrimoine, notamment par l'intermédiaire de sa société de production fondée en 1948.
Couvrant deux octaves et demie et présentant un timbre aux très riches nuances (notamment de graves), sa voix exceptionnellement « longue » trouvait son origine dans une anomalie des cordes vocales (la gauche longue et fine, la droite courte, tordue et large) qui laissa un jour un médecin ORL très surpris que leur propriétaire pût chanter.
Tino Rossi, « le chanteur de l'amour heureux », alors que son amie Édith Piaf chantait l'amour malheureux, a enregistré 1 160 titres abordant tous les genres, de la chanson populaire de Vincent Scotto à la Romance de Nadir de Bizet en passant par moult mélodies classiques (largement popularisées par son interprétation), sans oublier une panoplie de chants corses.

### Ventes et succès historique dePetit papa Noël
Les ventes de ses disques font l'objet d'estimations discordantes, qui vont de quelques dizaines à plusieurs centaines de millions. En France, le Syndicat national de l'édition phonographique a, depuis 1973, certifié que cinq de ses albums ont été vendus à plus de 100 000 exemplaires et que C'est la belle nuit de Noël a été vendu à plus de 600 000 exemplaires,. Selon Daniel Lesueur et Dominic Durand, le total des ventes cumulées de ses disques en France s'établit à 10 350 800 exemplaires pour la période 1955 - 2015.
Pour célébrer le succès de Petit Papa Noël, Tino Rossi reçoit en 1949 un disque en or massif, un hommage dont il est, selon son fils Laurent, « le seul artiste » à avoir bénéficié,. Avec ce titre, Tino Rossi détient le record de vente de singles en France avec 5,7 millions d'exemplaires.
La chanson a été reprise par plusieurs artistes, notamment par Dalida (1960), Yvette Giraud (1962), Yvette Horner (1963), Nana Mouskouri (1970), Mireille Mathieu (1976), Michèle Torr et Claude François (1977), Céline Dion (1981 et 1994), Boney M. (1986), Trust (1988), Enrico Macias (1993), La Compagnie créole (1996), Roch Voisine (2000), Henri Dès (2001), Florent Pagny (2006), Roberto Alagna (2007), Josh Groban (2007), les Chœurs de l'Armée rouge et ceux des enfants du Bolchoï (2009), André Manoukian et la Chorale des montagnes (2013) ou encore Mary J. Blige (2013). Au total, la chanson détient également le record français en ventes cumulées, avec un volume global le plus souvent estimé à 30 ou 40 millions.
D'autres variantes existent, comme le Petit Génie Ariel entonné par Assurancetourix dans l'album Astérix chez Rahàzade (1987), le roman policier Petit Papa Noël de François Cérésa (2010), l'interprétation par Arthur H dans le générique du film L'Apprenti Père Noël (2010), la parodie Petite Carla d'Noël (signée Michel Malher) et celle d'Helmut Fritz (2011), la version franco-sénégalaise de Coumba Gawlo au profit de son association Lumière pour l'enfance (2013), etc.

### Une légion d'honneur

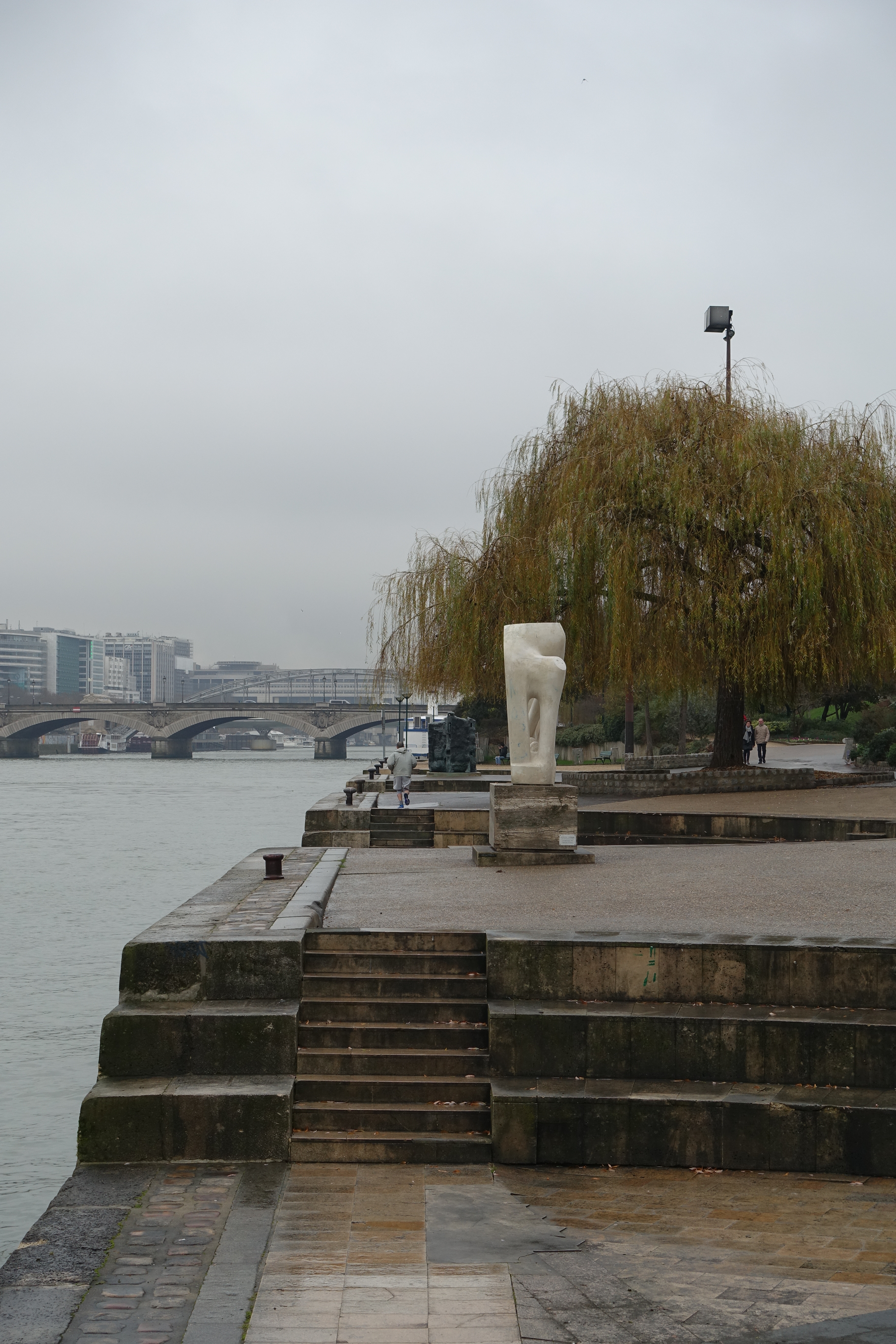
En hommage à l'artiste, le jardin Tino-Rossi (quai Saint-Bernard, 5e arrondissement de Paris) est ouvert depuis 1984.

Nommé chevalier de la Légion d'honneur par décret du 22 octobre 1952, Tino Rossi est décoré le 23 décembre, à Cassis, par son ami Emmanuel Agostini, maire de la ville. Le 10 février 1976, le général Alain de Boissieu lui épingle l'insigne d'officier. Enfin, le décret du Président de la République François Mitterrand, daté du 13 juillet 1982, le promeut commandeur ; le 13 septembre, à l'hôtel de ville de Marseille, le maire Gaston Defferre lui remet la « cravate ».
Portent notamment son nom : à Ajaccio, un boulevard, inauguré par lui le 14 août 1973, le port de pêche et de plaisance situé au pied de la citadelle, l'ancienne école primaire Résidence des îles ainsi qu'une rue Marinella, perpendiculaire au boulevard Tino-Rossi ; un square à L'Île-Rousse, également inauguré par lui en 1971, et un autre à Nogent-sur-Marne ; un jardin à Paris sur les quais de Seine (Ve arr.) qui va du pont Sully au pont d'Austerlitz ; des voies publiques dans différentes cités, par exemple à Andernos-les-Bains, Bassens, Brest, Dijon, Évreux, Fleury-les-Aubrais, Goussainville, Livry-Gargan, Lourdes, Mignaloux-Beauvoir, Montauban, Ozoir-la-Ferrière, Pierrelatte, Toulouse et Valence ; des salles à Alfortville et aux Pennes-Mirabeau, etc. Autres marques de reconnaissance et hommages : des timbres, édités en 1969 et 1990 ; une médaille frappée par la Monnaie de Paris en 1970 ; la médaille de vermeil de la Ville de Paris ; un grand prix du Disque de l'Académie Charles-Cros ; un grand prix du Midem ; une rose créée par Meilland en 1990…
En 2011, son « havre de paix » dans le golfe d'Ajaccio, le domaine du Scudo (ancienne propriété du parfumeur d'origine ajaccienne François Coty, devenue sienne en 1952), reçoit du ministère de la Culture le label « Maison des Illustres », attribué à 111 lieux de vie qui « conservent et transmettent la mémoire de femmes et d'hommes qui les ont habités et se sont illustrés dans l'histoire politique, sociale et culturelle de la France ».

## Filmographie
- 1934 : La Cinquième Empreinte de Karl Anton (participation chantante : Du fond du cœur)
- 1934 : Adémaï au Moyen Âge de Jean de Marguenat : première apparition physique à l'écran en troubadour chantant La Chanson du troubadour
- 1934 : Les Nuits moscovites d'Alexis Granowsky : habillé en tzigane, Tino Rossi chante une « sérénade napolitaine », Les Nuits moscovites
- 1934 : L'Affaire Coquelet de Jean Gourguet : rôle fugace de l'inspecteur de police Jean Clairval
- 1935 : Justin de Marseille de Maurice Tourneur (participation chantante : Premier amour)
- 1935 : Vogue, mon cœur de Jacques Daroy (participation chantante : Vogue mon cœur)
- 1935 : Marseille de Jean Monti et Jean Margueritte - documentaire (participation chantante : Pour t'avoir au clair de lune et Mais on ne se voit pas)
- 1936 : Marinella de Pierre Caron : l'ascension vers la gloire au music-hall de Tino, modeste peintre-décorateur dans un cabaret parisien.
- 1936 : Au son des guitares de Pierre-Jean Ducis : brusquement épris d'une femme vénale en vacances à Ajaccio (Nita Raya), Jeannot entraîne son copain Pierrot (Paul Azaïs) à Paris pour la retrouver.
- 1937 : Naples au baiser de feu d'Augusto Genina : l’irrésistible chanteur d'une pizzeria napolitaine Mario Esposito, en instance de mariage, et son ami Michel (Michel Simon) se font presque piéger par une garce (Viviane Romance).
- 1938 : Lumières de Paris de Richard Pottier : en préparant sa nouvelle revue, l'idole Carlo Ferrari découvre le vrai amour dans une guinguette, au grand dam de son agent de publicité.
- 1942 : Fièvres de Jean Delannoy : le fameux chanteur d'opéra Jean Dupray est tiraillé entre amour, passion et mysticisme.
- 1943 : Le Soleil a toujours raison de Pierre Billon : Tonio, menuisier camarguais, livre une barque chez un étrange client (Charles Vanel).
- 1943 : Le Chant de l'exilé d'André Hugon : le Basque Ramon Etcheverry s'engage, après une dispute, dans les pionniers du Sahara.
- 1943 : Mon amour est près de toi de Richard Pottier : épuisé par sa vie de star, Jacques Marton devient amnésique et découvre enfin l'amour.
- 1944 : L'Île d'amour de Maurice Cam : épris de la nièce d'un promoteur immobilier qui veut construire un complexe touristique dans son village corse, Bicchi Orsani va vivre trop dangereusement pour elle.
- 1946 : Sérénade aux nuages d'André Cayatte : harassé de travail, le chanteur en vogue Sylvio décide de prendre des vacances.
- 1946 : Le Gardian de Jean de Marguenat : le gardian Renaud se laisse écarteler entre amour fidèle et tentation gitane.
- 1946 : Destins de Richard Pottier (double rôle) : tandis que la star André Cartier revient triomphalement des États-Unis, son frère jumeau, Fred Moretti, sort de prison.
- 1947 : Le Chanteur inconnu d'André Cayatte : le chanteur d'opéra Julien Montel, devenu amnésique après avoir chaviré d'un bateau, est replongé dans son passé lorsque le patron français d'un cinéma ambulant (Raymond Bussières) fait escale dans le petit port portugais qui l'a recueilli.
- 1948 : La Belle Meunière de Marcel Pagnol : en mal d'inspiration, Franz Schubert part se ressourcer le long d'un ruisseau.
- 1949 : Deux amours de Richard Pottier (double rôle) : le séduisant secrétaire de mairie Sylvain Vincent fait beaucoup d'ombre à son frère moins chanceux, Désiré.
- 1949 : Marlène de Pierre de Hérain : retour d'Amérique du Sud, Manuel Ceccaldi retrouve ses amis corses le temps d'une chanson (O Mama, de Francis Lopez) avant de devoir se transformer en chanteur et détective
- 1950 : Envoi de fleurs de Jean Stelli : Paul Delmet, sa vie romancée, ses chansons, Le Chat noir, l'absinthe et la tuberculose.
- 1951 : Au pays du soleil de Maurice de Canonge : Titin Olivieri chante le Marseille de Vincent Scotto, fait la cour à Miette Mizoul et même un peu de prison !
- 1952 : Paris chante toujours de Pierre Montazel : Tino Rossi chante Sérénade sur Paris (comme dans Marlène, au côté de Micheline Francey)
- 1952 : Son dernier Noël de Jacques Daniel-Norman : À Nice, Marc Damiani, grande vedette au grand cœur, se démène pour offrir un Noël anticipé à une petite fille condamnée par la médecine.
- 1954 : Si Versailles m'était conté... de Sacha Guitry : le gondolier du Roi Soleil chante Fenestra bassa lors d'une somptueuse fête au château de Versailles.
- 1954 : Tourments de Jacques Daniel-Norman : Jacques Duffot - l'ex vedette Tony Caylor - et son épouse ont adopté un enfant abandonné que sa mère veut reprendre.
- 1963 : Jusqu'au bout du monde de François Villiers (enregistre sur la B.O.F. Le Pinzutu, chanson composée et écrite pour lui par Georges Moustaki et Pierre Delanoë)
- 1970 : Une drôle de bourrique de Jean Canolle. Dans ce film, baptisé pendant le tournage L'Âne de Zigliara, titre qu'il retrouvera lors d'une sortie V.H.S. en 1993, Tino Rossi joue son propre rôle et, accompagné à la guitare par Antoine Bonelli, chante Mon pays, de Jean Bernard et Robert Ripa.

## Revues, opérettes et comédies musicales
- 1934 - Parade de France (Casino de Paris) : « revue des beautés de notre pays et de nos colonies » en deux actes et cinquante tableaux, de Henri Varna, Léo Lelièvre et Marc-Cab. Tino Rossi figure dans les tableaux « Corse île de beauté » et « La plus grande France » (renommée en 1935 « L'Afrique »). Première représentation le 25 septembre. Première représentation avec Tino Rossi le 14 octobre. Jouée jusqu'en octobre 1935.
- 1936 - Tout Paris chante (Casino de Paris) : revue en deux actes et trente-six tableaux, modifiée en trente-quatre tableaux, de Henri Varna, Léo Lelièvre, Marc Cab & Charles Tutelier. Tino Rossi participe en tant que vedette principale aux tableaux « Ceux de la légion », « Roi de cœur », « Les chansons d'amour ». Première représentation le 25 septembre.
- 1955 - Méditerranée (théâtre du Châtelet) : opérette à grand spectacle en deux actes et vingt tableaux, musique Francis Lopez, livret Raymond Vincy, mise en scène Maurice Lehmann, théâtre du Châtelet. Notamment entouré de Fernand Sardou, Pierjac et Aglaé, Tino Rossi (Mario Franchi), grande vedette de la scène, du disque et de la radio est l'invité d'honneur de La Croisière bleue.
- 1957 - Naples au baiser de feu (théâtre Mogador): opérette à grand spectacle en deux actes et vingt-trois tableaux de Henri Varna et Renato Rascel. Au théâtre Mogador, à nouveau secondé par Pierjac, Tino Rossi interprète Antonio, un chanteur qui exerce son art tous les soirs sur la terrasse d'une trattoria de Naples.
- 1963 - Le Temps des guitares (théâtre de l'ABC): opérette à grand spectacle en deux actes et vingt tableaux de Raymond Vincy et Francis Lopez, montée sur la scène de l'A.B.C. Tino Rossi joue son propre rôle, gaiement assisté de Josy Andrieu, Rita Cadillac, Maurice Baquet et Pierre Doris.
- 1969 - Le Marchand de soleil (théâtre Mogador): comédie musicale à grand spectacle en deux actes et vingt tableaux de Robert Thomas et Jacques Mareuil (airs additionnels de Laurent Rossi et de Henri Betti), mise en scène Robert Manuel, théâtre Mogador. Accompagné d'Éliane Varon, Tino Rossi campe le milliardaire fantasque et philosophe Antoine Castelferrac.
- 1982-1983 (du 4 novembre au 2 janvier) - Cinquante ans d'amour : Tino Rossi est au cœur du spectacle qui se joue, comme à ses débuts, au Casino de Paris. Sur une idée de Laurent Rossi, qui en assure la direction artistique, voici l'occasion de célébrer ses noces d'or avec le public dans une mise en scène de Maritie et Gilbert Carpentier en deux actes et dix-huit tableaux produite par Michel Olivier et Jacques Marouani, le fils de Félix, compagnon de route de Tino depuis 1934. Barry Collins règle la chorégraphie. Des guitaristes corses placés sous la direction d'Antoine Bonelli l'accompagnent sous la direction d'orchestre de Paul Piot.